# Абу аль-Ас ибн ар-Раби
Абу аль-Ас ибн ар-Раби (араб. أبو العاص بن الربيع‎; умер в феврале 634 г. н. э.) — зять и сподвижник исламского пророка Мухаммеда. Его первоначальное имя, по некоторым источникам, было Хушайм или Ясир.

## Семья
Он был сыном Халы бинт Хувайлид. Его законным отцом был Аль-Раби ибн Абд аль-Узза из клана Абдшамс племени Курайшитов. Он стал успешным торговцем и считался важной персоной в Мекке.
Его тетя Хадиджа считала его своим сыном:313, и он часто навещал её дом. В своё время Хадиджа попросила своего мужа Мухаммеда найти ему жену. Мухаммед отдал Абу аль-Асу их старшую дочь, Зайнаб, по-видимому, с некоторой неохотой:313. Позже, однако, он «тепло» отзывался об Абу аль-Асе:314, «который говорил правду и сдерживал свои обещания» и в котором он «не находил никаких недостатков как свойственник»:22. У Абу аль-Аса и Зайнаб было двое детей: Али, который умер в детстве, и Умама, которая позже вышла замуж за четвертого Праведного халифа Али:21. 

## Оппозиция исламу
Когда Мухаммед, объявив себя пророком, потерял популярность в Мекке, курайшиты оказали давление на Абу аль-Аса, чтобы тот развёлся с Зайнаб, сказав, что взамен они дадут ему любую женщину, которая ему понравится. Но Абу аль-Ас ответил, что не хочет никакой другой женщины, и остался с Зайнаб:314. Однако, он отказался стать мусульманином:21. Поскольку у Мухаммеда не было власти над Меккой, он тоже не смог заставить свою дочь развестись с её неверующим мужем. Когда мусульмане переселились в Медину, Зайнаб, хотя и была новообращённой, осталась в Мекке с Абу аль-Асом:314.
В 624 году Абу аль-Ас сражался в битве при Бадре на стороне курайшитов и был захвачен Абдуллой ибн Джубайром аль-Ансари:21. Зайнаб послала за него выкуп через его брата Амра, включая ожерелье из оникса, которое было свадебным подарком от Хадиджи. При виде ожерелья Мухаммед вспомнил Хадиджу и был тронут. Он отправил Абу аль-Аса обратно в Мекку, не взяв ничего из выкупа, при условии, что Зайнаб будет отправлена в Медину. Поэтому Абу аль-Ас был разлучен с Зайнаб на следующие четыре года:21–22:313–314. В её отсутствие он написал для нее стихи:
Я помню Зайнаб, когда она опиралась на дорожный знак.

Я сказал человеку, который жил в Хараме: «Вода!

Для дочери Доверчивого». Да вознаградит ее Аллах!

Она добродетельна, и каждый муж хвалит то, что он знает:22

## Обращение в ислам
В октябре 627 года Абу аль-Ас возвращался из Сирии с караваном товаров, когда на него напали мусульманские налётчики. Он избежал плена, но налётчики забрали товары, большая часть которых принадлежала другим людям в Мекке. Абу аль-Ас пробрался в Медину ночью и попросил Зайнаб предоставить ему защиту, которую она немедленно предоставила:316.
На следующее утро он спросил об украденном имуществе. Мухаммед предоставил налётчикам выбор: он попросил их в качестве одолжения вернуть имущество его родственника. Налётчики согласились вернуть всё, включая «старые шкуры и маленькие кожаные бутылки и даже небольшой кусок дерева»:317. Затем Абу аль-Аса спросили, хотел бы он стать мусульманином и оставить себе имущество мекканцев. Он ответил: «Это было бы плохим началом моего ислама, если бы я предал свое доверие».
Абу аль-Ас продолжил свой путь в Мекку и вернул все имущество каравана своим соседям. Затем он объявил, что он мусульманин, «и я бы стал мусульманином, когда был с [Мухаммадом], но я боялся, что вы подумаете, что я просто хочу отнять у вас вашу собственность». Он перебрался в Медину в мае или июне 628 года:317.
Мухаммед позволил Абу аль-Асу снова жить с Зайнаб, не требуя нового контракта или выкупа:23:317. Альтернативные традиции, однако, утверждают, что Абу аль-Ас заключил новый договор и заплатил новый выкуп:23. Их примирение длилось всего около года, так как Зайнаб умерла в середине 629 года:24.

## После Зайнаб
Овдовев, Абу аль-Ас вернулся в Мекку. Он снова женился на Фахите бинт Саид ибн аль-Ас ибн Аби Умайя, и у них родилась дочь Марьям. Он никогда не сражался ни в одной из исламских войн. Он умер в Мекке в феврале 634 года.